# Raimundo Jordano
Raimundo Jordano (mais conhecido por seu nom de plume Idiota, embora essa identificação seja contestada por alguns) foi um escritor medieval, erudito e piedoso, cuja identidade permaneceu desconhecida por alguns séculos.

## Biografia e identidade
O pseudônimo de "idiota" não precisa ser entendido no sentido comum, como agora usado. De acordo com o grego original, idiota significa recruta (ou soldado), simples ou peculiar, e é provável que o escritor em questão o tenha empregado nesse sentido para significar que ele era uma pessoa sem importância.
O padre Theophilus Raynaud, S. J., (também conhecido como "O Idiota") descobriu que Raimundo Jordano foi o autor dos trabalhos encontrados na biblioteca dos Padres sob o nome de Idiota. Em seu prefácio a uma das obras de Idiota, o "Oculus Mysticus", publicado em 1641, ele explica essa descoberta pelo testemunho de escritores idiotas e pelo fato de alguns dos manuscritos originais terem sido assinados por Raimundo. Os escritores biográficos, em geral, aceitam a teoria de Raynaud desde 1654, quando, sob sua editora, uma edição completa das obras de Idiota foi publicada em Paris sob o nome de Raimundo Jordano.
Sabe-se com certeza que este Raimundo era um francês, um Canon Regular de Santo Agostinho, prior da casa de sua ordem em Uzès, no sul da França, e depois Abade de Selles-sur-Cher, França, onde viveu e morreu. Parece que Selles não era um mosteiro cisterciense. Raimundo escreveu sobre o ano de 1381. Em um relato de uma transação entre o cânone regular e o bispo de Uzès no ano de 1377, afirma-se que ele foi eleito pela sua ordem para apresentar e conduzir sua causa antes de um tribunal eclesiástico presidir pelo cardeal Sabinensi, o que ele fez com habilidade e sucesso. Se Raynaud está certo em sua teoria de que Raimundo Jordano é Idiota, ou se Idiota deve permanecer desconhecido como o Auctor operis imperfecti, tão frequentemente citado por escritores cristãos, ainda pode ser considerado por muitos como uma questão em aberto.

## Escritos
No entanto, não há dúvida quanto às próprias obras. Elas foram todas escritas em latim e foram traduzidas para o holandês em 1535 e para o espanhol em 1550.
Todas as suas obras foram escritas em um estilo simples, claro e puro; e eles estão repletos de sabedoria cristã. Eles merecem ser classificados com as obras dos primeiros Padres da Igreja e ser divulgados no vernáculo em benefício e edificação de leitores piedosos.
Seus trabalhos logo se tornaram amplamente conhecidos, embora ele próprio permanecesse desconhecido. Todos foram impressos várias vezes na "Bibliotheca Patrum", e seus "Contemplationes de amore divino" são freqüentemente encontrados em pequenos manuais ligados às meditações de Santo Agostinho, São Bernardo e Santo Anselmo. Na "Magna Bibliotheca Veterum Patrum", publicada em 1618, seus trabalhos são apresentados entre os escritores do século X e, segundo o cardeal Belarmino, Idiota surgiu por volta do ano 902.